# Irische Fußballnationalmannschaft (U-21-Männer)
Die irische U-21-Fußballnationalmannschaft ist eine Auswahlmannschaft irischer Fußballspieler. Sie unterliegt der Football Association of Ireland und repräsentiert sie auf der U-21-Ebene, in Freundschaftsspielen gegen die Auswahlmannschaften anderer nationaler Verbände, aber auch bei der Europameisterschaft des Kontinentalverbandes UEFA. Spielberechtigt sind Spieler, die ihr 21. Lebensjahr noch nicht vollendet haben und die irische Staatsangehörigkeit besitzen. Bei Turnieren ist das Alter beim ersten Qualifikationsspiel maßgeblich.

## Geschichte
Die U-21-Auswahl Irlands konnte sich bisher noch für kein von der UEFA ausgerichtetes Turnier qualifizieren.
Bei der Qualifikation zur Europameisterschaft 2006 musste sich die Mannschaft in der Qualifikationsrunde 3 mit Frankreich, Schweiz, Israel und Zypern auseinandersetzen. Es wurden mit einer Tordifferenz von 10:14 fünf Punkte erspielt. Das Team landete somit auf den vierten bzw. vorletzten Platz, vor Zypern. Gegen die Südeuropäer wurde ein Spiel gewonnen und eins unentschieden gespielt. Ein weiteres Unentschieden erspielte sich die Mannschaft gegen die israelische Auswahl. Gegen Gruppensieger Frankreich verpassten die Iren zweimal knapp einen Erfolg bei einem 0:1 und einer 1:2-Niederlage.
Da nach der EM 2006 bereits 2007 die nächste Europameisterschaft, und nicht wie üblich alle zwei Jahre stattfinden sollte, wurde diese Qualifikation in einem Schnellverfahren ausgespielt. Angefangen mit einer Vorrunde, über eine kurze Gruppenphase mit drei Mannschaften und den Play-off-Spielen. In einer Vorrunde für, laut Statistik, schlechtere Mannschaften, mussten sich die Iren für die kurze Gruppenphase qualifizieren. Am 11. und 18. Mai 2006 trat die Mannschaft dem Team aus Aserbaidschan gegenüber. Während das Hinspiel nur mit 2:1 gewonnen werden konnte, siegte die Mannschaft auf heimischen Boden sicher mit 3:0 und zog in die Gruppenphase ein. Ihnen wurden noch die Mannschaften aus Griechenland und Belgien zugelost. Es fand nur ein Spiel gegen jede Mannschaft statt, so dass die Teams je einmal Auswärts antreten mussten und einmal Heimrecht hatten. Im ersten Spiel gewannen die Inselfußballer gegen Griechenland mit 2:0 und taten den ersten Schritt Richtung Play-offs. Allerdings wurde das zweite Spiel mit 0:1 gegen Belgien verloren, so dass die Iren am letzten Spieltag auf Schützenhilfe der Griechen hoffen mussten. Doch auch dort setzten sich die Belgier durch und platzierten sich auf den ersten Platz in der Gruppe vier.
In der Qualifikation zur Europameisterschaft 2009 mussten sich die U-21-Junioren Irlands mit den Mannschaften aus England, Portugal, Montenegro und Bulgarien auseinandersetzen. Aus acht Partien gelang nur ein Sieg und zwei Unentschieden. Fünf Spiele wurden bei einem Torverhältnis von 4:14 verloren. Den einzigen Erfolg gab es am 20. November 2007 gegen das bulgarische Team, als die Iren dank eines Treffers von John-Joe O’Toole in der Nachspielzeit der 90. Minute mit 1:0 gewannen. Am letzten Spieltag gelang ein 2:2 gegen Portugal. Zweifacher Torschütze für die Grün-Weißen war Owen Garvan. Die meisten anderen Spiele gingen knapp verloren. Die höchste Niederlage gab es mit 0:3 gegen England.

### Teilnahme bei U-21-Europameisterschaften
| 1978                         | nicht qualifiziert |
| 1980                         | nicht qualifiziert |
| 1982                         | nicht qualifiziert |
| 1984                         | nicht qualifiziert |
| 1986                         | nicht qualifiziert |
| 1988                         | nicht qualifiziert |
| 1990                         | nicht qualifiziert |
| 1992                         | nicht qualifiziert |
| 1994 in Frankreich           | nicht qualifiziert |
| 1996 in Spanien              | nicht qualifiziert |
| 1998 in Rumänien             | nicht qualifiziert |
| 2000 in der Slowakei         | nicht qualifiziert |
| 2002 in der Schweiz          | nicht qualifiziert |
| 2004 in Deutschland          | nicht qualifiziert |
| 2006 in Portugal             | nicht qualifiziert |
| 2007 in den Niederlanden     | nicht qualifiziert |
| 2009 in Schweden             | nicht qualifiziert |
| 2011 in Dänemark             | nicht qualifiziert |
| 2013 in Israel               | nicht qualifiziert |
| 2015 in Tschechien           | nicht qualifiziert |
| 2017 in Polen                | nicht qualifiziert |
| 2019 in Italien / San Marino | nicht qualifiziert |

Anmerkung: Zwischen 1978 und 1992 wurde die Endrunde einer U-21-Europameisterschaft nicht in einem Land ausgetragen, sondern durch Hin- und Rückspiele in den jeweiligen teilnehmenden Nationen absolviert.

## Trainer
unvollständig
- Stephen Kenny (2018–2020)

## Ehemalige und bekannte Spieler
Auswahl
- Shay Given
- Darron Gibson
- Stephen Ireland
- James O’Brien
- Joe O’Cearuill
- Darren O’Dea
- Stephen O’Halloran
- Adam Rooney
- Anthony Stokes